# Botvid (stenmästare)
Botvid var född i Eskelhem och var en gotländsk arkitekt och stenmästare verksam i början och mitten av 1200-talet.
Botvid har bland annat uppfört galleritornet i Eskelhems kyrka och deltog före 1227 i byggandet av Nicolai kyrka i Visby, samt tornen i Sanda och Klinte kyrkor. Han anses representera en av rundbågestilens sista utövare på Gotland. Han var far till Lafrans Botvidsson.